# 明日へ (照屋実穂の曲)
「明日へ」（あしたへ）は、照屋実穂のデビューシングル。2007年6月6日にジェネオンエンタテインメントから発売された。

## 概要
表題曲「明日へ」は、NHK系列放映のテレビアニメ『彩雲国物語』第2シリーズのエンディングテーマとして使用された。

## 収録曲
（全作詞・作曲：照屋実穂）
1. 明日へ [4:46]
編曲：フェビアン・レザ・パネ
2. 旅路 [4:40]
編曲：照屋実穂
3. 明日へ（オリジナル・カラオケ） [4:44]
4. 旅路（オリジナル・カラオケ） [4:38]

## タイアップ
| 曲名   | タイアップ                                              |
| ------ | ------------------------------------------------------- |
| 明日へ | テレビアニメ『彩雲国物語』第2シリーズエンディングテーマ |